# إبراهيم الغدير
إبراهيم محمد الغدير الدوسري ، هو لاعب كرة قدم سعودي معتزل لعب سابقاً لنادي النهضة والمنتخب السعودي.

## مسيرته الرياضية
مثل المنتخب السعودي في جميع فئاته ومثل المنتخب الأول في مباراة واحدة فقط ولعب طوال تاريخه في نادي النهضة.